# Winnetou
Winnetou, eller Winnetoutrilogin, är en romantrilogi och del av en större mängd böcker med Winnetou som huvudperson, skriven av den tyske författaren Karl May (1842-1912). Ungefär 200 miljoner exemplar såldes över hela världen, vilket gör May till en av de mest framgångsrika tyska författarna. Romantrilogin är skriven ur förstapersonsperspektiv.
Winnetou, trilogins huvudperson, var son till Apachehövdingen Intschu-tschuna. Den tyska lantmätare som fungerar som berättare, senare känd som Old Shatterhand, lär känna Winnetou under hans verksamhet i Amerika. Winnetou berättar för honom att de vitas expansion i Amerika kommer att leda till en oundviklig död för indianerna. Efter några månader på prärien inser Old Shatterhand hur indianernas situation ligger till.
Winnetou och Old Shatterhand blir i sinom tid blodsbröder. Winnetou blir också hövding av Mescaleroapacherna när hans fader Intschu-tschuna och syster Nscho-tschi blir dräpta av den vita banditen Santer.
Karl Mays romantrilogi "Winnetou" symboliserar i viss mån en önskan om ett enklare liv i nära kontakt med naturen.